# Бергманн, Буркхард
Буркхард Бергманн (род. 11 февраля 1943 года) — член совета директоров ОАО «Газпром» (с 2000 года).

## Биография
Родился 11 февраля 1943 года в Зенденхорсте.

### Образование и карьера
Изучал физику в университетах Фрайбурга и Ахена.
- 1968—1969 — работал в Федеральном министерстве по исследованиям и технологиям Германии.
- 1969—1972 — работал в центре ядерных исследований Jülich GmbH.
- 1972—1978 — начальник Департамента по закупкам сжиженного природного газа компании Ruhrgas AG
- 1978—1980 — начальник отдела по закупкам природного газа компании Ruhrgas AG
- 1980—1986 — член правления компании Ruhrgas AG
- 1996—2001 — заместитель председателя правления компании Ruhrgas AG
- 2001—2008 — председатель правления компании Ruhrgas AG
- 2003—2008 — член правления компании E.ON AG

### Учёная степень
Имеет учёную степень доктора технических наук Технологического университета Аахена.

## Награды
- Большой крест 1-й степени ордена «За заслуги перед Федеративной Республикой Германия» (2008 год, Германия).
- Орден Дружбы (8 июня 2011 года, Россия) — за большой вклад в укрепление российско-германского экономического сотрудничества[1][2].
- Почётный знак земли Зальцбург (2003).
- Почётный знак земли Северный Рейн-Вестфалия (2004).